# Carsten Roggenbuck
Carsten Roggenbuck  ist ein aus Hamburg stammender Musikproduzent und Cellist, der insbesondere durch seine Tätigkeit im Bereich der Lounge-, Ambient- und Chillout-Musik und durch die Projekte „Redlounge Orchestra“ und „Rhodescreen“ Bekanntheit erlangte.
Er produzierte zahlreiche Remixe in unterschiedlichen Bereichen als Teil des Produzentenduos "Strauss & Roggenbuck", wie z. B. für die Bollock Brothers, Simon Collins, Martin Solveig oder auch green court. 2004 produzierte er die NuMetal Band Mudguard, welche unter seiner Produzentenhand ein Stück zum Soundtrack des Films Süperseks einspielte. Ab 2005 kamen zahlreiche Werbemusiken und Filmmusiken hinzu, unter anderem die Titelmelodie für die Sportsendung "Doppelpass".

## Diskografie (Auszug)
- 2001 spider research – light program / where the rabbit sleeps tonight auf "Treibsound/Bastard records"
- 2002 Stringnbase – EXP. (Album) Alto records
- 2003 Strauss & Roggenbuck – If only I knew (12"") / Muschitunes
- 2003 Strauss & Roggenbuck – In the year 2525 auf "Advanced Electronics Vol.2" / Synthetic Symphony
- 2006 Redlounge Orchestra – photogrammes (Album) / High music
- 2008 Redlounge Orchestra – slow motion city (Album) / Tyranno Lounge Records
- 2009 Redlounge Orchestra – Late Lounge Vol.2 (Album) / Sashimi rec./Deluxe music
- 2010 Rhodescreen – peace system (Album) / Tyranno Lounge Records

## Filmmusik
- 2004 Wie ich mich traf  (Gewinner 3. Preis Hamburg Animation Award 2004)
- 2005 Draugr
- 2006 Replika  (Folge der Arte Reihe "Geschichten aus der Pfandleihe")
- 2008 Imperfekt
- 2010 Listenhunde  (Gewinner Studio Hamburg Nachwuchs Preis 2011)
- 2010 Graue Füchse
- 2014 Unsere wunderbare Welt
- 2019 Fisch für die Geisel